# 坂井市立三国北小学校
坂井市立三国北小学校（さかいしりつ みくにきたしょうがっこう）は、福井県坂井市三国町にある公立小学校。

## 沿革
- 1862年（嘉永5年） - 道雅上人主称し、学舎斯支館を上西町に設立
- 1870年（明治3年） - 松ヶ下清光院に塾を開く。程なく正賛院に移る。福井藩より御学問所の名称を賜る。
- 1873年（明治6年） - 上横西光寺に滝谷小学校が開設される[1]。
- 1873年（明治6年）8月 - 滝谷小学校が竪町に移転して就将小学校と改称[1]。
- 1877年（明治10年） - 就将小学校・修斎小学校・鶴鳴小学校の3校が統合されて龍翔小学校が開校[1]。G.A.エッセルの設計による新校舎の竣工は1879年5月。
- 1879年（明治12年） - 竪町の龍翔小学校第一支所が分離し、元の名称を用いた就将尋常小学校となる[1]。
- 1885年（明治18年）9月 - 橋本に新校舎が完成[1]。
- 1889年（明治22年）3月 - 就将小学校から再び龍翔小学校分校となる[1]。
- 1889年（明治22年）10月 - 三国小学校分校に改称[1]。
- 1892年（明治25年） - 三国尋常高等小学校分校に改称[1]。
- 1901年（明治34年） - 再び独立して就将小学校となる[1]。
- 1906年（明治39年） - 就将小学校から三国北尋常小学校に改称[2]。三国町の小学校は南北2校体制で落ち着く[1]。
- 1928年（昭和3年） - 高等科を併設して三国北尋常高等小学校に改称[2]。校内に三国町立実践女学校も設置[2]。
- 1937年（昭和12年） - 高等科が独立したため三国北尋常小学校に改称[2]。
- 1941年（昭和16年） - 三国町立三国北国民学校に改称[2]。
- 1947年（昭和22年） - 三国町立三国北小学校と改称。
- 1988年（昭和63年） - 新校舎完成移転[3]。
- 2006年（平成18年） - 坂井市発足により、坂井市立三国北小学校に改称。

## 通学区域
- 平野、久宝持、日和山、桜町、喜宝、南末広、北末広、上錦、下錦、下新、温泉、立田団地、橋本、竪、上横、上真砂、下真砂、東滝本、西滝本、西滝谷、仲滝谷、浜滝谷、つつじケ丘、グリーンハイツ、緑ケ丘、桜ケ丘、新緑ケ丘団地、中央[4]

## 進学先中学校
- 坂井市立三国中学校

## 学校周辺
- 福井県立三国高等学校
- 三国図書館

## アクセス
- えちぜん鉄道三国芦原線 三国駅より徒歩4分